# Svetlana Guincheva
Svetlana Guincheva (en búlgaro: Светлана Гинчева, 5 de enero de 1956) es una deportista búlgara que compitió en remo. Ganó una medalla de plata en el Campeonato Mundial de Remo de 1975, en la prueba de cuatro scull con timonel.

## Palmarés internacional
| Campeonato Mundial | Campeonato Mundial       | Campeonato Mundial | Campeonato Mundial       |
| Año                | Lugar                    | Medalla            | Prueba                   |
| ------------------ | ------------------------ | ------------------ | ------------------------ |
| 1975               | Nottingham (Reino Unido) | Medalla de plata   | Cuatro scull con timonel |